# سیارک ۲۲۹۳۶
سیارک ۲۲۹۳۶ (به انگلیسی: 22936 Ricmccutchen، نامگذاری:1999TR172) بیست و دو هزار و نهصد و سی و ششمین سیارک کشف شده‌است که در ۱۰ اکتبر ۱۹۹۹ کشف شد.
قدر مطلق سیارک برابر ۱۷.۰ است.